# Martín María de Arrizubieta Larrinaga
Martín María de Arrizubieta Larrinaga (Mundaca, 8 de septiembre de 1909-Córdoba, 1 de septiembre de 1988) fue un sacerdote español, propagandista del nazismo durante su estancia en Alemania.

## Biografía
Nacido en Mundaca el 8 de septiembre de 1909, y tras cursar estudios universitarios en las Universidades de Comillas y Lovaina se vinculó al nacionalismo vasco aranista. Según varios autores, durante el transcurso de la Guerra civil habría sido capitán del Ejército republicano. Posteriormente huyó a Francia, alistándose en la legión extranjera.
Hecho prisionero por los nazis, fue liberado en 1944, para pasar a convertirse en redactor de la publicación Enlace, autodeclarada como nacionalsocialista  y destinada a un público castellanohablante en Alemania, en la que alimentaba ideas antisemitas, españolistas, racistas, fueristas, y fascistas. Por influencia de Wilhelm Faupel, antiguo embajador nazi en la España franquista, el aparato de FET y de las JONS se vio obligado a aceptar el nombramiento del «vasquista» Arrizubieta en la revista Enlace. Bajo su égida la publicación adoptó una línea editorial que mezclaba nazismo, separatismo vasco y antifranquismo.
Arrizubieta, que huyó de Alemania a Italia en 1945, retornó a España en 1947, donde se aproximó al Partido Comunista. Falleció en Córdoba el 1 de septiembre de 1988.